# Thach Weave

Poszczególne etapy manewru Thach Weave

Thach Weave (ang. Splot Thacha) – taktyka walki powietrznej, opracowana podczas II wojny światowej przez pilota United States Navy Johna S. Thacha. Po raz pierwszy została zastosowana podczas bitwy pod Midway.
W późniejszym czasie Thach opracował taktykę wczesnego wykrywania i zapobiegania atakom kamikaze zwaną big blue blanket.

## Historia
John Thach, dowódca 3. Eskadry Myśliwskiej (VF-3) Marynarki Wojennej Stanów Zjednoczonych z Biuletynu Taktycznego Floty opublikowanego 22 września 1941 dowiedział się o niezwykłej zwrotności i prędkości wznoszenia nowych japońskich myśliwców Mitsubishi A6M Zero. Choć Stany Zjednoczone nie były w tym czasie w stanie wojny z Japonią, wojska japońskie walczyły na Pacyfiku z wojskami Aliantów i wielu amerykańskich oficerów spodziewało się możliwego dołączenia USA do wojny po ich stronie. Thach zdawał sobie sprawę z faktu, że samoloty myśliwskie Grumman F4F Wildcat ustępują japońskim myśliwcom pod względem większości parametrów: były wolniejsze, miały mniejszy zasięg, gorszy promień skrętu i mniejszą zwrotność. W chwilach wolnych od ćwiczeń na poligonie w okolicach San Diego postanowił znaleźć skuteczną taktykę walki z silniejszym przeciwnikiem za pomocą niekonwencjonalnych manewrów. Swoje symulacje przeprowadzał na kuchennym stole za pomocą zapałek symbolizujących samoloty, a następnego dnia testował opracowane scenariusze pozorowanych walk z innymi pilotami ze swojej jednostki. Ostatecznie za najlepszą uznał taktykę nazwaną przez siebie „manewrem obrony promienistej” (ang. Beam Defense Maneuver), choć ostatecznie przyjęła się nazwa „splot Thacha”.  
Taktyka zakładała sytuację, w której dwa samoloty lecące w formacji atakowane są przez bardziej zwrotne nieprzyjacielskie samoloty próbujące wejść na ogon jednego z nich. W takiej sytuacji atakowany i jego skrzydłowy powinni rozpocząć gwałtowny zwrot ku sobie. Po przecięciu trasy lotów i oddaleniu się na wystarczającą odległość, oba samoloty powinny z powrotem rozpocząć manewr skrętu ku sobie. Dzięki temu skrzydłowy ma szansę na uzyskanie czystego pola ostrzału atakującego samolotu. Jeśli atak się nie powiedzie, taktykę można powtarzać do skutku.
John Thach przetestował opracowany przez siebie sposób obrony przed myśliwcami Zero w pozorowanej walce swojej sekcji czterech samolotów Grumman z sekcją Edwarda O’Hare. Podczas prób okazało się, że manewr można skalować, to znaczy zastosować go także w przypadku większych formacji złożonych z czterech lub więcej maszyn. Po testach nowatorska metoda została wprowadzona do programu szkolenia pilotów 3. Eskadry.
Po raz pierwszy zastosowano ją w praktyce 4 czerwca 1942 podczas bitwy pod Midway. Jednostka Thacha w sile czterech samolotów wystartowała z pokładu amerykańskiego lotniskowica USS „Yorktown” jako eskorta bombowców Douglas SBD Dauntless i Douglas TBD Devastator. Amerykańska eskadra została zaatakowana przez japońskie myśliwce w sile 15 do 20 samolotów. Podczas walki skrzydłowy Thacha został zaatakowany przez myśliwiec Zero. Obaj piloci przeprowadzili manewr opracowany kilka miesięcy wcześniej w San Diego i Thach uzyskał pierwsze zwycięstwo powietrzne w swojej karierze. Wkrótce potem udało mu się zestrzelić jeszcze dwa myśliwce Zero, a jego skrzydłowemu następny. Amerykanie stracili jeden myśliwiec.
Taktykę splotu Thacha wkrótce przejęły inne eskadry lotnictwa marynarki, a po nich piloci Sił Powietrznych Armii USA.

## Przebieg
Mogła być wykonywana przez dwa lecące obok siebie samoloty lub dwie pary.

### Etapy
1. Nieprzyjacielski samolot atakuje od tyłu jeden z pary samolotów.
2. Oba samoloty (atakowany oraz jego skrzydłowy) zaczynają skręcać ku sobie.
3. Po przecięciu trasy lotów i oddaleniu się na wystarczającą odległość, zaczynają ponownie skręcać ku sobie.
4. Skrzydłowy atakowanego samolotu ma wolne pole strzału; jeśli chybi, Thach Weave powtarzana jest ponownie.